# Falcillot pàl·lid

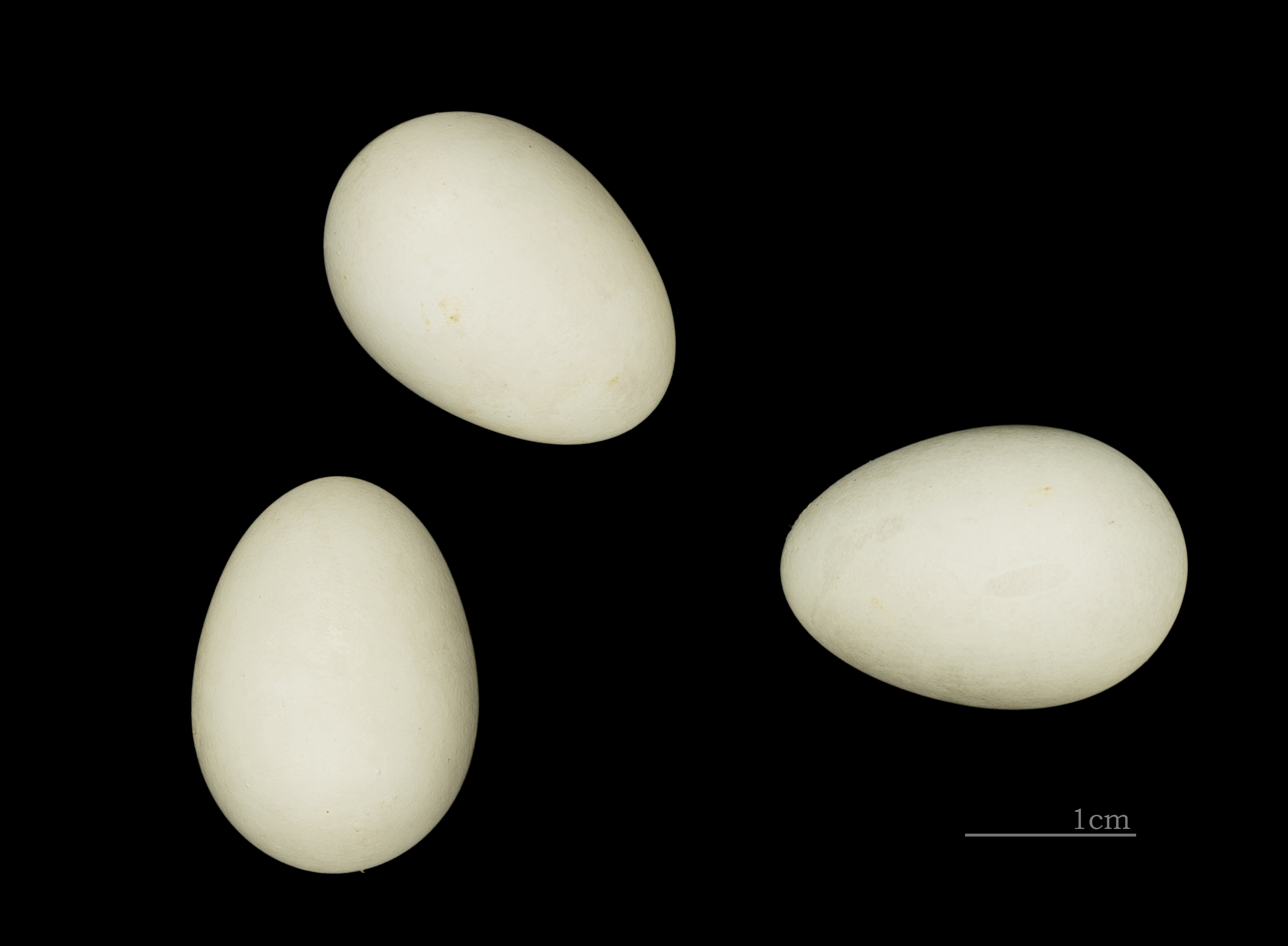
Ous

El falcillot pàl·lid, avió pàl·lid, falcia pàl·lida, falcilla pàl·lida, falciot pàl·lid o magall pàl·lid (Apus pallidus) és una espècie d'ocell de l'ordre dels apodiformes molt difícil de no confondre'l amb el falcillot negre.

## Morfologia
- Fa 16,5 cm de llargària total.
- No té un color tan fosc com el falcillot negre. De fet, és de color bru, més clar al dessota de les ales, amb el front clar i una taca blanquinosa a la gorja, un xic més grossa que la del falcillot negre.
- Cua curta.
- Potes curtes.
- Ales llargues i punxegudes.

## Subespècies
- Apus pallidus brehmorum
- Apus pallidus illiricus
- Apus pallidus illyricus
- Apus pallidus murinus
- Apus pallidus pallidus
- Apus pallidus somalicus

## Reproducció
Fa la cria des de l'abril fins a l'octubre i consisteix en dos ous.

## Alimentació
Menja insectes.

## Hàbitat
Viu en petites colònies en penya-segats litorals.

## Distribució territorial
Viu sobretot a les contrades més baixes de tot el voltant de la Mediterrània, illes Canàries i Madeira.

## Costums
És migrador i arriba als Països Catalans entre els mesos de febrer i març i se'n va vers els mesos de setembre-octubre, èpoques de l'any durant les quals el falcillot negre no hi apareix. Hiverna a l'Àfrica i Àsia meridionals.